# 彭達孫

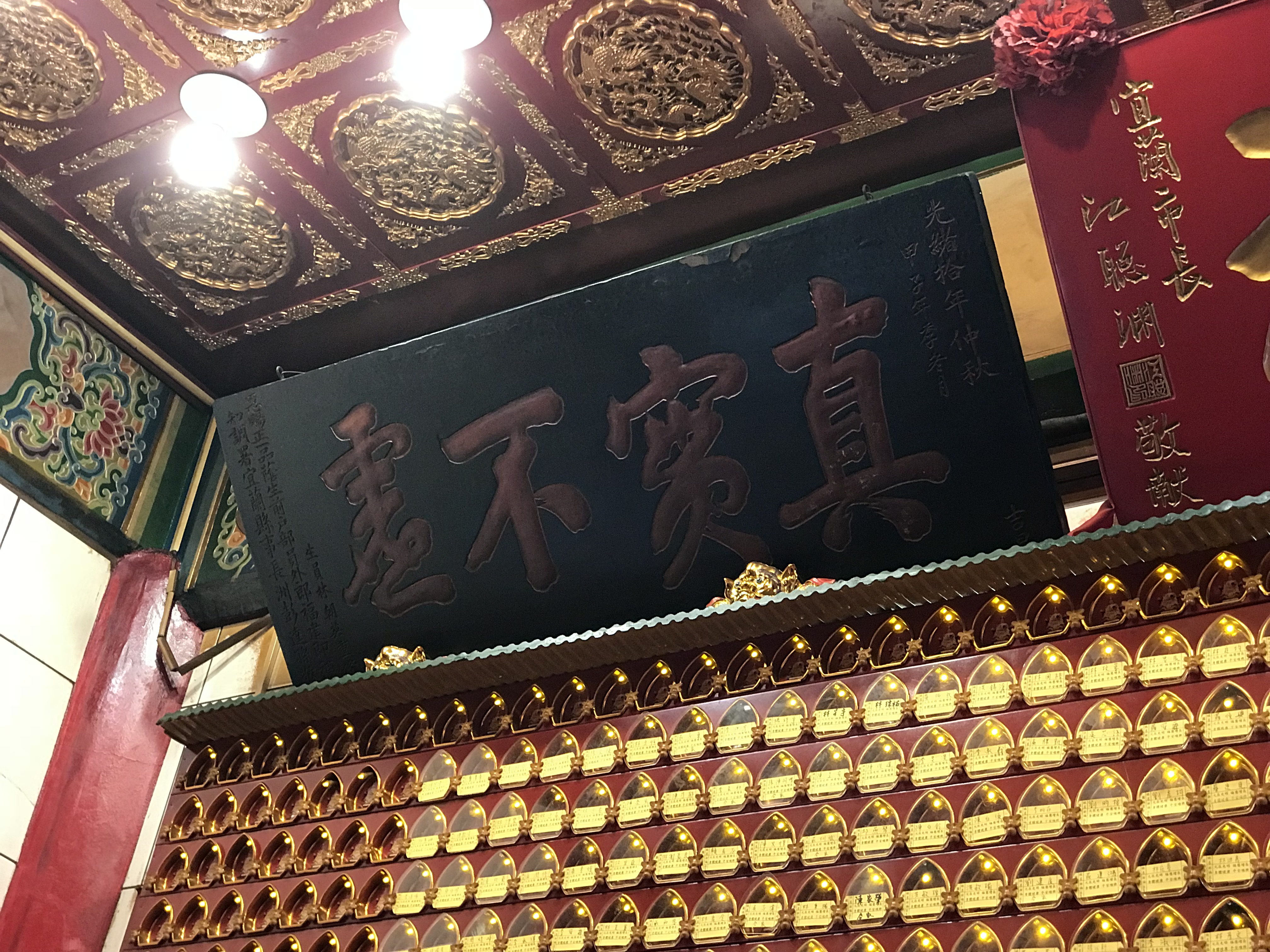
南興廟裡彭達孫所贈送的匾額。

彭達孫（1840年5月2日—？），號心壺，江蘇長洲（今蘇州）人，祖籍江西清江（今樟樹市），清末政治人物，蔭生出身。

## 生平
歷任福建臺灣縣、宜蘭縣、新竹縣（今臺灣）等地知縣。

## 家世
祖父為武英殿大学士彭蕴章、祖母徐氏，父彭祖芬；外祖父為工部虞衡司郎中周爾墉，外祖母萬氏為萬承綮之女。彭達孫生於道光二十年四月初一（1840年5月2日）。有一個不滿兩周歲夭折的雙胞胎弟弟彭适孫，三弟彭補孫、四弟彭驥孫（夭折）、五弟彭驄孫；妹妹為衍圣公孔祥珂夫人，育有一子孔令貽。
妻曾氏，為貴州巡撫曾燠幼子曾協均之女。